# 陈寿椿
陈寿椿，湖南长沙人，清朝政治人物。
光绪二十一年（1895年）至光绪二十二年（1896年），擔任利川知县。